# Licania operculipetala
Licania operculipetala là một loài thực vật có hoa trong họ Cám. Loài này được Standl. & L.O.Williams mô tả khoa học đầu tiên năm 1952.